# Anostirus
Anostirus is een geslacht van kevers uit de familie  
kniptorren (Elateridae).
Het geslacht is voor het eerst wetenschappelijk beschreven in 1859 door Carl Gustaf Thomson.

## Soorten
Het geslacht omvat de volgende soorten:
- Anostirus alexandri Wurst, 1995
- Anostirus ataturki Platia & Gudenzi, 2000
- Anostirus atropilosus Buysson, 1898
- Anostirus binaghii Platia & Gudenzi, 2006
- Anostirus boeberi (Germar, 1824)
- Anostirus castaneus (Linnaeus, 1758)
- Anostirus cerrutii Binaghi, 1940
- Anostirus daimio (Lewis, 1894)
- Anostirus dalmatinus G. Müller, 1925
- Anostirus edecorus (Schwarz, 1906)
- Anostirus eschscholtzii (Faldermann, 1835)
- Anostirus gabilloti (Pic, 1907)
- Anostirus ghilarovi Gurjeva, 1988
- Anostirus gracilicollis (Stierlin, 1896)
- Anostirus gudenzii Platia, 1983
- Anostirus haemapterus (Illiger, 1807)
- Anostirus hirculus Gurjeva, 1988
- Anostirus holtzi (Schwarz, 1902)
- Anostirus incostatus (Pic, 1905)
- Anostirus jarmilae Cechovsky & Platia, 1991
- Anostirus lauianus Wurst, 1995
- Anostirus lederi (Heyden, 1878)
- Anostirus marginatus (Pic, 1931)
- Anostirus melas (Koenig, 1887)
- Anostirus nubilosus Wurst & Schimmel, 1995
- Anostirus parumcostatus (Buysson, 1894)
- Anostirus plagifer (Reitter, 1914)
- Anostirus pseudosulphuripennis Binaghi, 1940
- Anostirus pulchellus (Denisova, 1948)
- Anostirus pullatus Gurjeva, 1989
- Anostirus purpureus (Poda, 1761)
- Anostirus reissi (Reitter, 1914)
- Anostirus richterae Gurjeva, 1988
- Anostirus saltinii Cate, Platia & Schimmel, 2002
- Anostirus semiaurantiacus (Fairmaire, 1891)
- Anostirus stramineipennis Binaghi, 1940
- Anostirus sulphuripennis (Germar, 1843)
- Anostirus suvorovi (Reitter, 1910)
- Anostirus teheranus Binaghi, 1940
- Anostirus trivialis Gurjeva, 1988
- Anostirus turcicus Platia & Mertlik, 1996
- Anostirus turkestanicus (Stepanov, 1935)
- Anostirus venustus Gurjeva, 1988
- Anostirus zenii (Rosenhauer, 1856)